# Fort Amsterdam (Nieuw-Nederland)
Dit overzicht is mogelijk incompleet; u kunt helpen door het uit te breiden.
Fort Amsterdam was de naam van het fort in Nieuw-Amsterdam in het voormalige Nieuw-Nederland, dat in 1625 gebouwd werd. Het fort werd het middelpunt van de stad, die uiteindelijk de stad New York zou worden. Het fort, dat tegenwoordig niet meer bestaat, stond op de plek waar nu het Alexander Hamilton U.S. Custom House staat, waarin tegenwoordig het National Museum of the American Indian is gehuisvest, op de zuidelijk punt van het eiland Manhattan.

## Galerij

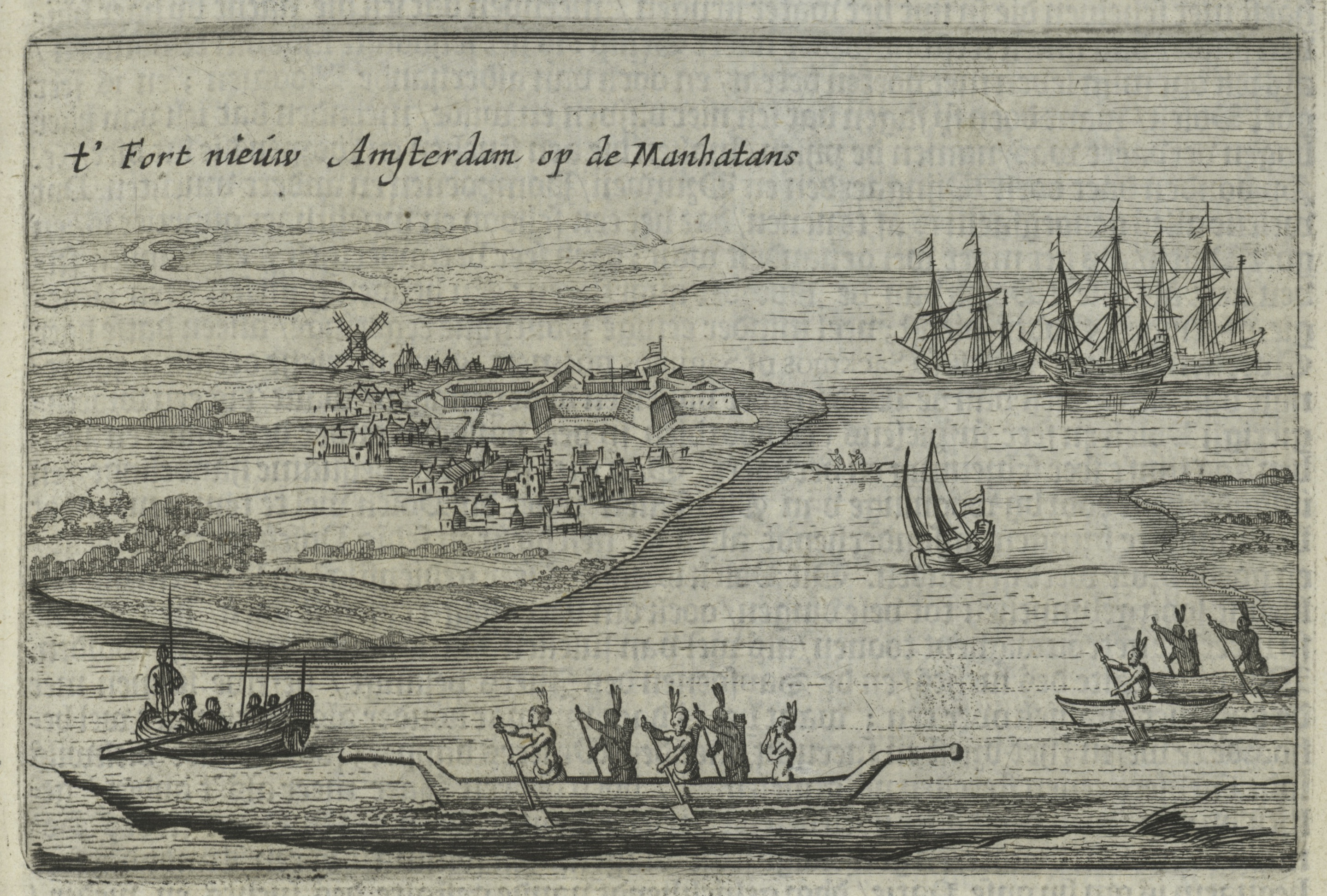
Het fort rond 1626
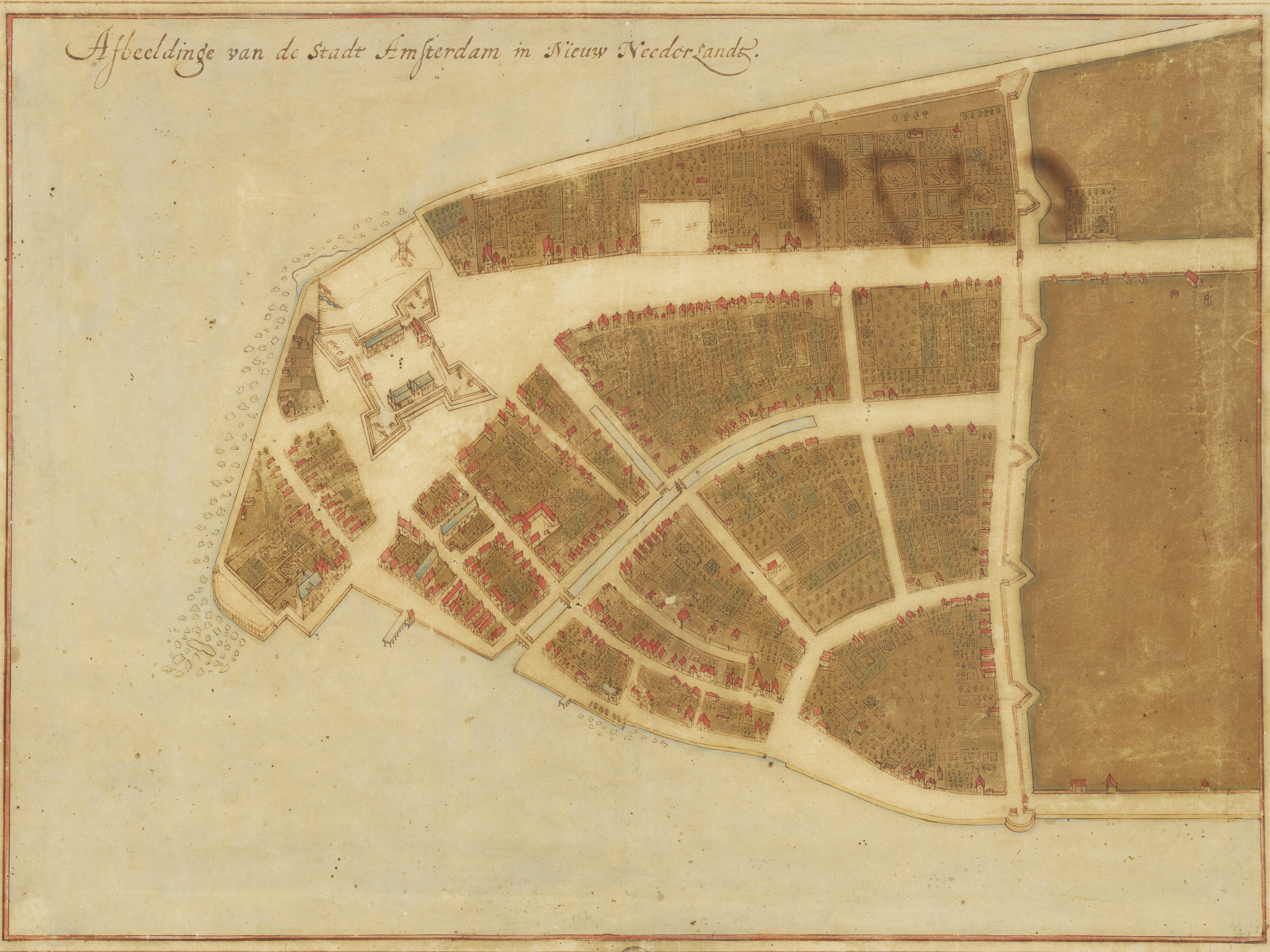
Het fort (linksboven, onder windmolen) op een kaart uit 1660
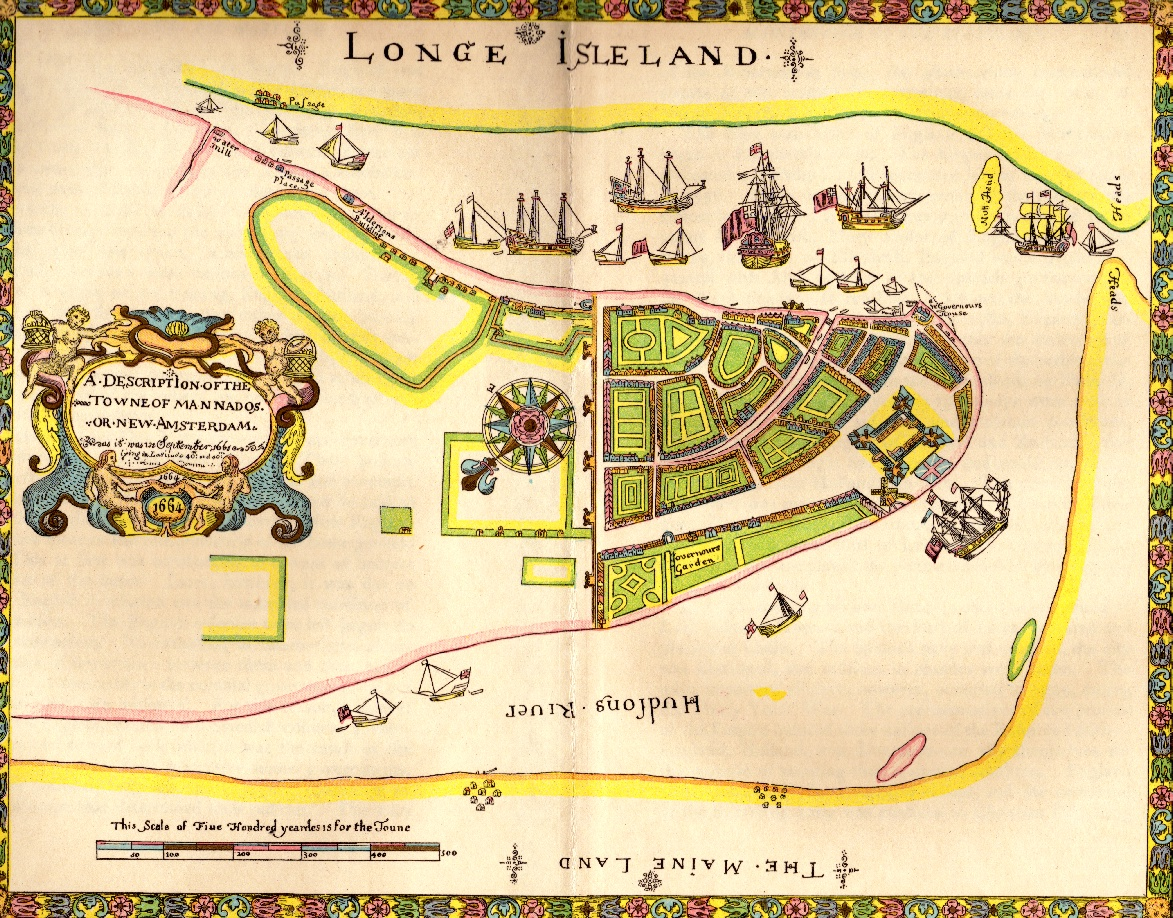
Het fort (rechtsonder) op een kaart uit 1661
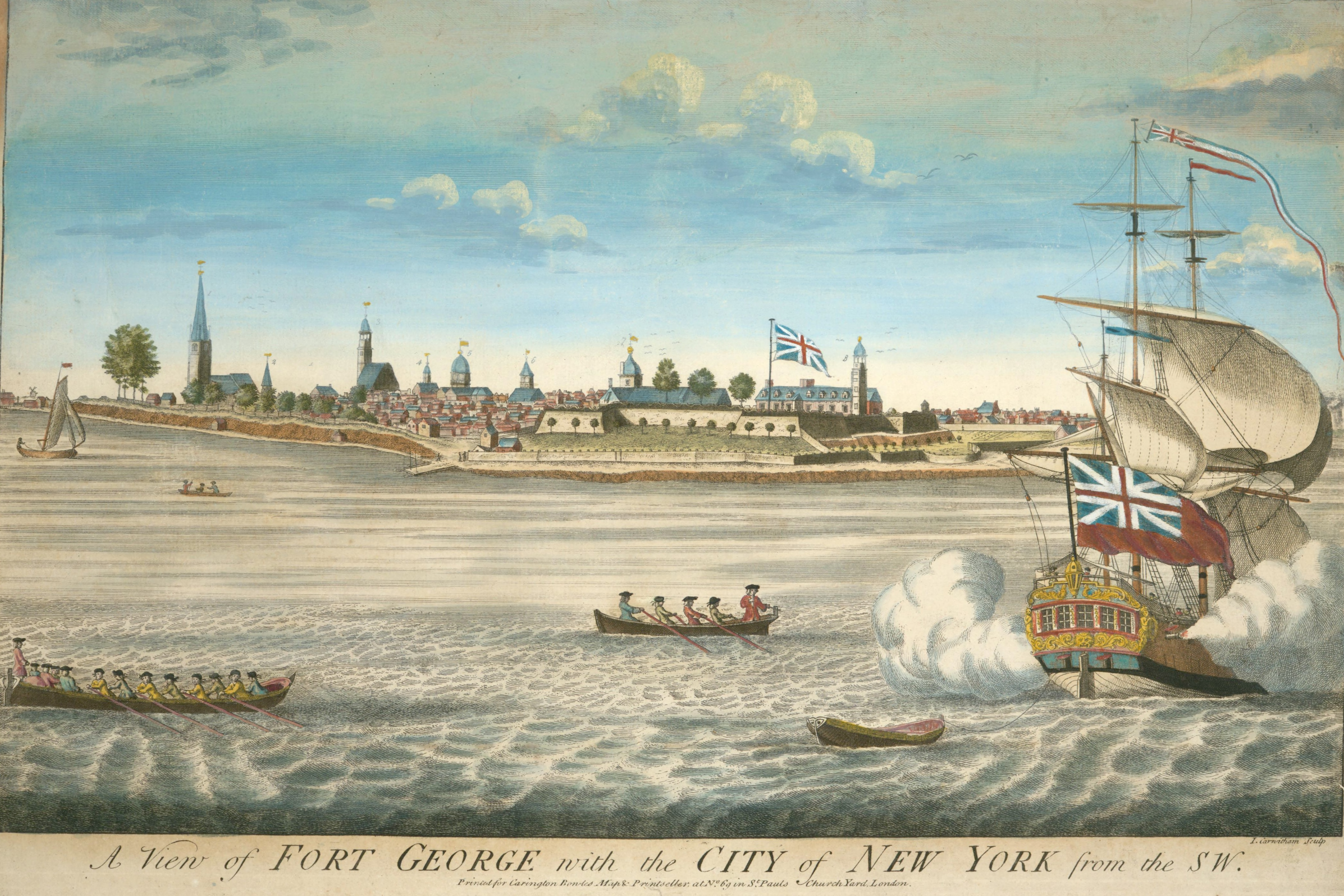
Het fort rond 1730, toen Fort George geheten

- Virtual International Authority File: 315145641